# Hexatrygon bickelli
La raya de seis branquias (Hexatrygon bickelli) es una especie de raya y el único miembro existente de la familia Hexatrygonidae. Aunque históricamente se han descrito varias especies de rayas de seis branquias, es posible que representen variaciones de una única especie muy extendida. Este pez flácido y de cuerpo pesado, descrito en 1980, es único entre las rayas por tener seis pares de hendiduras branquiales en lugar de cinco. Mide hasta 1,7 m de largo, tiene un disco de aleta pectoral redondeado y un hocico largo, triangular y flexible, lleno de una sustancia gelatinosa. Es pardusco por encima y blanco por debajo, y carece de dentículos dérmicos.
De naturaleza bentónica, la raya de seis branquias suele encontrarse sobre taludes continentales superiores y montes submarinos a profundidades de 500-1.120 m (1.640-3.670 pies). Se ha registrado en lugares dispersos del Indo-pacífico, desde Sudáfrica hasta Hawái. Esta especie probablemente utiliza su hocico para buscar comida en el sedimento del fondo. Sus mandíbulas son muy protuberantes, lo que le permite capturar presas enterradas. La raya de seis branquias da a luz viva, con camadas de dos a cinco crías. La UICN ha clasificado a esta raya como de Preocupación Menor, ya que se enfrenta a una presión pesquera mínima en la mayor parte de su área de distribución.

## Taxonomía y filogenia
La primera raya de seis branquias conocida, una hembra intacta de 64 cm (25 pulgadas) de diámetro, fue encontrada en una playa cercana a Puerto Elizabeth (Sudáfrica). Phillip Heemstra y Margaret Smith la describieron como una nueva especie y la incluyeron en su propia familia en un artículo publicado en 1980 en el Boletín Ictiológico del Instituto de Ictiología J. L. B. Smith. El nombre genérico Hexatrygon deriva del griego hexa («seis») y trygon («raya»), en referencia al número de hendiduras branquiales. El nombre específico bickelli hace honor a Dave Bickell, un periodista que descubrió el espécimen original.
Tras la descripción de H. bickelli, se describieron otras cuatro especies de raya de seis branquias basándose en diferencias morfológicas. Sin embargo, su validez quedó en entredicho después de que estudios comparativos revelaran que rasgos como la forma del hocico, las proporciones del cuerpo y el número de dientes varían mucho con la edad y entre individuos. Por lo tanto, los taxónomos llegaron a la conclusión provisional de que sólo existe una especie de raya de seis branquias, aunque se necesitan análisis genéticos para determinar si éste es realmente el caso. Los estudios filogenéticos que utilizan datos morfológicos y genéticos han coincidido en general en que la raya de seis branquias es el miembro más basal del linaje de las rayas. Un pariente extinto, H. senegasi, vivió durante el Eoceno medio (hace 49-37 millones de años).

## Descripción
La raya de seis branquias tiene un cuerpo voluminoso y flácido, con un disco de aleta pectoral redondeado más largo que ancho. El hocico triangular es mucho más largo en los adultos que en los juveniles (casi dos quintas partes de la longitud del disco) y está relleno de un material gelatinoso transparente; por ello, el hocico de un ejemplar muerto puede encogerse considerablemente cuando se expone al aire o a conservantes. Los diminutos ojos están situados muy separados y muy por delante de los espiráculos más grandes. Entre los orificios nasales, muy espaciados, hay un par de aletas cortas y carnosas que se unen en el centro para formar una cortina de piel. La boca es ancha y casi recta. En cada mandíbula hay entre 44 y 102 filas de dientes pequeños y romos dispuestos en forma de quincunce; los dientes son más numerosos en los adultos. En la parte inferior del disco hay seis pares de pequeñas hendiduras branquiales; todas las demás rayas tienen cinco pares (algunos tiburones también tienen seis o más pares de hendiduras branquiales, por ejemplo en el género Hexanchus). Un ejemplar registrado tenía seis hendiduras branquiales en el lado izquierdo y siete en el derecho. Sus aletas pélvicas son bastante grandes y redondeadas.
La cola es moderadamente gruesa y mide entre 0,5 y 0,7 veces la longitud del disco. En su superficie dorsal, bien alejadas de la base, hay una o dos espinas dentadas con aguijón. El extremo de la cola lleva una aleta caudal larga y baja en forma de hoja que es casi simétrica por encima y por debajo. La piel es delicada y carece por completo de dentículos dérmicos. El disco es de color púrpura a marrón rosado por encima, oscureciéndose ligeramente en los márgenes de la aleta; la piel se desgasta fácilmente, dejando manchas blancas. La parte inferior del disco es blanca con márgenes oscuros en las aletas pectorales y pélvicas. El hocico es translúcido, y la cola y la aleta caudal son casi negras. El mayor ejemplar conocido es una hembra de 1,7 m de longitud.

## Distribución y hábitat
La raya de seis branquias se ha registrado en lugares muy dispersos del Indo-pacífico. En el océano Índico, se ha registrado su presencia en Sudáfrica, frente a Puerto Elizabeth y Puerto Alfred, en el suroeste de la India, en varias islas de Indonesia y en Australia Occidental, desde Exmouth Plateau hasta Shark Bay. En el océano Pacífico, se ha encontrado desde Japón hasta Taiwán y Filipinas, así como frente al arrecife Flinders en Queensland, Nueva Caledonia y Hawái. Esta especie que vive en el fondo habita normalmente en los taludes continentales superiores y en los montes submarinos a profundidades de 500-1.120 m (1.640-3.670 pies). Sin embargo, ocasionalmente se aventura en aguas menos profundas, habiéndose observado una raya alimentándose a una profundidad de 30 m (98 pies) frente a Japón. Puede encontrarse en fondos arenosos, fangosos o rocosos.

## Biología y ecología

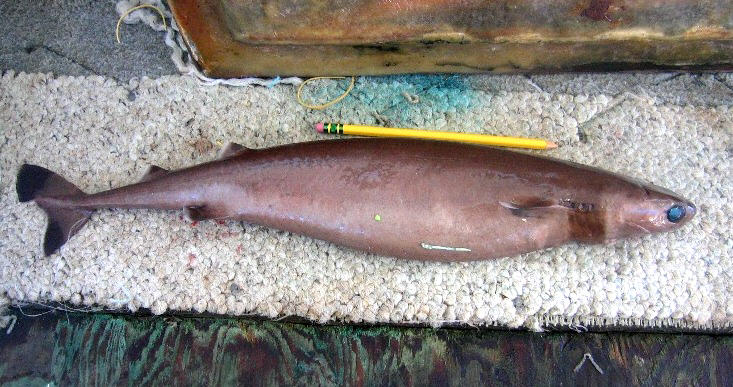
Se sabe que el tiburón cortador de galletas (Isistius brasiliensis) muerde a la raya de seis branquias.

El largo hocico de la raya de seis branquias es muy flexible tanto vertical como horizontalmente, lo que sugiere que la raya lo utiliza para buscar alimento en el sedimento del fondo. La parte inferior del hocico está cubierta por ampollas de Lorenzini bien desarrolladas y dispuestas en filas longitudinales, que son capaces de detectar los diminutos campos eléctricos producidos por otros organismos. La boca puede sobresalir hacia abajo más que la longitud de la cabeza, lo que probablemente permite a la raya extraer presas enterradas. Las mandíbulas están poco mineralizadas, lo que sugiere que no se alimenta de animales de caparazón duro. Existe un registro de un espécimen con una herida de un tiburón cortador de galletas (cookiecutter) (Isistius brasiliensis). La reproducción en la raya de seis branquias es vivípara, con tamaños de camada documentados de entre dos y cinco crías. Las rayas recién nacidas miden alrededor de 48 cm (19 pulgadas) de largo. Tanto los machos como las hembras alcanzan la madurez sexual cuando miden aproximadamente 1,1 m (3,6 pies).

## Interacciones con humanos
En su mayor parte, hay poca actividad pesquera en las profundidades ocupadas por la raya de seis branquias, por lo que la UICN la ha clasificado como de Preocupación Menor. En las aguas que rodean Taiwán, se pesca en pequeñas cantidades como captura accesoria en redes de arrastre de fondo. La tasa de capturas parece haber disminuido en los últimos años, lo que hace temer una sobrepesca local, aunque se carece de datos cuantitativos.